# Le Signal rouge (nouvelle)
Le Signal rouge (The Red Signal) est une nouvelle fantastique d'Agatha Christie.
Initialement publiée en juin 1924 dans la revue The Grand Magazine au Royaume-Uni, cette nouvelle a été reprise en recueil en octobre 1933 dans The Hound of Death and Other Stories au Royaume-Uni. Elle a été publiée pour la première fois en France dans le recueil Allô, Hercule Poirot en 1971.

## Personnages
- Dermot West : ancien combattant en Irak, neveu d'Alington West, secrètement amoureux de Claire Trent.
- Alington West : psychiatre, oncle de Dermot.
- Claire Trent : amie de Dermot et femme de Jack.
- Jack Trent : ami de Dermot et mari de Claire.
- Mme Eversleigh : vieille amie d'Alington West.
- Mme Thomson : médium.
- M. Johnson : valet d'Alington West.

## Résumé
Dermot West, ancien combattant ayant servi sur le front irakien durant la Première guerre mondiale, raconte lors d'une soirée certains événements paranormaux passés. Selon lui, il possèderait un étrange pouvoir qu'il a appelé « le signal rouge », sorte de sixième sens qui l'avertit à l'avance d'un danger. Son oncle psychiatre est dubitatif sur ce prétendu pouvoir. Or Dermot ne révèle pas aux membres de la soirée que « le signal rouge » s'est réveillé ce soir. Quelqu'un est-il en danger ? Mais qui, et pourquoi ? 
La conversation tourne ensuite autour de la folie, du spiritisme, etc. Justement, Claire Trent a fait venir ce soir Mme Thomson, une médium dont on lui a dit des merveilles. Tout le monde est d'accord pour une séance de spiritisme. La séance a lieu, on réveille un « esprit » en la personne de Shiromako, lequel avertit que l'un des membres de la soirée court un grave danger.
Les invités et la médium quittent ensuite la soirée. Restent le neveu et l'oncle. Le psychiatre a vu l'amour que porte Dermot pour Claire et lui conseille de ne pas séduire la jeune femme. Selon lui, Claire est « vraiment à plaindre » car en règle générale une psychose est très grave et ne permet pas le divorce. Les deux hommes se disputent violemment ; l'oncle menace le neveu de le déshériter ; les deux hommes se séparent fâchés.
Dermot rejoint ses amis à une autre soirée dansante. Là, il y rencontre Claire. À la suite d'une danse, celle-ci lui demande de quitter les lieux pendant quelques heures : elle est tombée amoureuse de lui. Mais elle est mariée avec Jack et ne souhaite pas rompre ce mariage. Elle renouvelle son désir de le voir quitter les lieux. Dermot obtempère et rentre chez lui. Mais la police arrive : on vient de retrouver sir Alington mort, d'une balle tirée dans le ventre. Dermot se cache des policiers, qui procèdent à une fouille. Ils découvrent chez lui un revolver, peut-être celui qui a servi au meurtre. Le valet du psychiatre a indiqué aux policiers la dispute entre les deux hommes et la menace de déshériter Dermot. L'affaire s'annonce très vilaine pour le jeune homme. Il quitte l'immeuble par la cuisine et tombe sur Jack Trent, qui lui propose de l'héberger pour la nuit. Jack est au courant de l'affaire : c'est lui que les policiers ont interrogé en premier. 

### Dénouement et résolution de l'énigme
La personne atteinte de folie n'est pas Claire West, mais Jack West. C'est lui qui a tué le psychiatre car il a bien vu que le psychiatre avait découvert sa maladie mentale. Il a caché l'arme au domicile de Dermot. Il souhaite que tout le monde croit Dermot coupable du meurtre de son oncle : ainsi il n'aura plus peur que Claire découvre la vérité sur sa pathologie mentale. Il sort un revolver et s'apprête à tuer Dermot.
Dermot n'en mène pas large. Il avait cru que son oncle parlait de Claire ; en fait il parlait de Jack : il y avait eu un quiproquo entre oncle et neveu. Claire était « à plaindre » parce la loi anglaise ne permet pas le divorce pour cause de maladie mentale d'un des époux.
Mais Claire a assisté à la discussion entre les deux hommes et est accompagnée d'un policier. Jack s'empare d'un revolver et tire en direction du policier qui évite la balle. Le policier tire à son tour et tue Jack. Dermot a vu que Jack, qui était un excellent tireur, avait intentionnellement raté le policier. Jack savait que le policier réagirait en état de légitime défense. En tirant en direction du policier et en le ratant, Jack s'est, en quelque sorte, suicidé.

## Publications
Avant la publication dans un recueil, la nouvelle avait fait l'objet de publications dans des revues :
- en juin 1924, au Royaume-Uni, dans le no 232 de la revue The Grand Magazine[1] ;
- en juin 1947, aux États-Unis, dans le no 43 (vol. 9) de la revue Ellery Queen's Mystery Magazine[2] ;
- en octobre 1976, aux États-Unis, dans le no 4 (vol. 68) de la revue Ellery Queen's Mystery Magazine.

La nouvelle a ensuite fait partie de nombreux recueils :
- en octobre 1933, au Royaume-Uni, dans The Hound of Death and Other Stories[1] (avec 11 autres nouvelles) ;
- en 1948, aux États-Unis, dans The Witness for the Prosecution and Other Stories[1] (avec 10 autres nouvelles) ;
- en 1971, en France, dans Allô, Hercule Poirot (avec 5 autres nouvelles) ;
- en 1982, au Royaume-Uni, dans The Agatha Christie Hour (avec 9 autres nouvelles) ;
- en 1983, en France, dans Dix Brèves Rencontres (adaptation du recueil de 1982).

## Adaptation
- 1982 : Le Signal rouge (The Red Signal), 8e épisode de la série télévisée britannique The Agatha Christie Hour.